# Hiosciamina
La hiosciamina és un alcaloide tropànic i levo-isòmer de l'atropina. És el metabòlit secundari que es troba en certes substàncies de plantes de la família de les Solanàcies.